# ويليام موريس (فنان)
ويليام موريس (بالإنجليزية: William Morris)‏ هو فنان أمريكي، ولد في 25 يوليو 1957 في كارميل-بي-ثي-سي في الولايات المتحدة.

## وصلات خارجية
- الموقع الرسمي